# Amore all'italiana
 (octobre 2016).
Si vous disposez d'ouvrages ou d'articles de référence ou si vous connaissez des sites web de qualité traitant du thème abordé ici, merci de compléter l'article en donnant les références utiles à sa vérifiabilité et en les liant à la section « Notes et références ».
Pour plus de détails, voir Fiche technique et Distribution.
Amore all'italiana est un film italien réalisé par Steno sorti en 1966.

## Description
L'esame (L'Examen)
Un électronicien (Paolo Panelli) construit un ingénieux système afin de transmettre à son jeune fils les réponses de l'examen de licence élémentaire qu'il passe pour la troisième fois.
Sangue blu (Sang bleu)
Un homme âgé meurt laissant un héritage d'un milliard de lires qui doit être partagé entre ses trois neveux. Mais chacun d'entre-eux à l'intention de tuer les deux autres afin de récupérer la totalité.
Troppo facile (Trop facile)
Un latin lover (Raimondo Vianello) fait le fanfaron sur la plage pariant avec ses amis de se faire embrasser par une belle étrangère mais reçoit une grosse baffe en réponse. Afin de se refaire il se moque d'un vendeur ambulant qui vend des œufs (Walter Chiari), lui faisant croire que s'il dit à la beauté Do you want to kiss me? celle-ci lui achetera tous les œufs.
Amore all'italiana (Amour à l'italienne)
Un personnage (Luigi De Filippo) au service d'un riche et jaloux baron sicilien (Raimondo Vianello), fait chanter celui-ci après avoir photographié l'épouse toute nue.
Storia domenicale (Histoire dominicale)
Un supporteur (Walter Chiari) ignore que l'arbitre du match (Paolo Panelli) qu'il a insulté de « cocu » pendant la partie n'est autre que l'amant de son épouse.
Regalo di nozze (Cadeau de noces)
Un couple d'époux reçoit en cadeau un enregistreur avec un message « à la dynamite » de l'ex de l'épouse. La voix enregistrée est celle de Walter Chiari.
Gold Fischer
Parodie d'une célèbre scène de film Agent 007 - Mission Goldfinger. Un agent secret (Walter Chiari) est torturé par Goldfischer (Raimondo Vianello) pour qu'il remette le numéro du coffre fort avec un résultat imprévisible quand la torture touche un endroit très sensible.
Lo smoking (Le Smoking)
Un jeune homme (Paolo Panelli) sera quitté par sa fiancée (Isabella Biagini) s'il ne portera pas cette dernière sur la plage accompagnée d'hommes habillés en smoking. N'y parvenant pas, il s'aperçoit qu'un homme (Raimondo Vianello) porte le smoking. Il s'agit d'un américain en état d'ébriété voulant se suicider. Afin de récupérer le smoking, il ne reste plus qu'à l'aider dans son projet...
Cortesia ferroviaria (Courtoisie ferroviaire)
Dans une cabine de wagon, un homme rustre (Walter Chiari) allume un énorme cigare sans demander la permission à son compagnon de voyage. Quand celui-ci lui demande courtoisement de l'éteindre il subit une désagréable conséquence.
Playboy
Un simple d'esprit (Walter Chiari) et un homme affecté de strabisme (Raimondo Vianello) parient dix millions de lires : qui des deux réussira à séduire une riche héritière ?

## Fiche technique
- Titre original : Amore all'italiana
- Titre anglais : Love Italian Style
- Réalisateur : Steno
- Musique : Robby Poitevin
- Photographie : Carlo Carlini
- Montage : Giuliana Attenni
- Genre : Comédie
- Durée : 100 minutes

## Distribution
- Walter Chiari
- Raimondo Vianello
- Paolo Panelli
- Paolo Carlini
- Vivi Bach
- Luigi De Filippo
- Alicia Brandet
- Rika Dialyna
- Isabella Biagini
- Adriana Ambesi
- Nicole Faida